# Сатакарні II Сатавагана
Сатакарні II — магараджа Сатаваганського царства, який володарював над Деканом. Історики визначають період його правління від 50 до 25 року до н. е. або від 143 до 78 року до н. е. (згідно списків із Пуран)

## Життєпис
За однією теорією був онуком Сатакарні I, після якого успадкував владу. За іншою теорією це сталося через 36 років. Завоював східну Малву у династії Шунга або Канва. Це дозволило йому отримати доступ до буддійського місця Санчі, де йому приписують будівництво оздоблених брам навколо оригінальної роботи часів Маур'я і ступ Шунга.
Після смерті Сатакарні II відбувся розпад царства Сатавагана.